# Mirta Ibarra
Basilia Mirtha Ibarra Collado (San José de las Lajas), 28 de fevereiro de 1946) é uma roteirista, dramaturga e atriz cubana.

## Biografia
Mirtha nasceu na pequena cidade de San José de las Lajas, 30 km a sudeste de Havana. Estudou na Escola Nacional de Artes de Cuba e formou-se em Literatura Latino-Americana na Universidade de Havana. Começou sua carreira de atriz em 1967 em diferentes companhias teatrais. Integrou o júri de vários festivais internacionais de cinema, incluindo o de San Sebastián. De 2000 a 2001 percorreu a Espanha com a obra Obsesión habanera, da qual é autora e onde atua. Em 2008 realizou o documentário Titón: de La Habana a Guantanamera, uma biografia do seu falecido marido, o cineasta Tomás Gutiérrez Alea (1928-1996).

## Filmografia
- 2015: Bailando con Margot ... Margot adulta
- 2015: Fátima o el Parque de la Fraternidad
- 2013: A Partida ... Teresa
- 2012: Se Vende
- 2012: 7 Dias em Havana ... Mirta (segmento "Dulce amargo")
- 2012: Amor crónico
- 2008: El cuerno de la abundancia ... Charo
- 2006: Homo Sapiens (curta-metragem)
- 2006: Gente que llora S.A. (curta-metragem)
- 2003: Aunque estés lejos ... Mercedes
- 2002: La verdad de Laura (TV) ... Teresa
- 2001: Sagitario ... Greta
- 2001: Quia (telefilme) ... Quia
- 1999: Sobreviviré ... Rosa
- 1999: Cuarteto de La Habana ... Lita
- 1999: Ruleta (curta-metragem) ... mulher
- 1998: Mararía ... Herminia
- 1996: Ilona llega con la lluvia ... Doña Rosa
- 1995: Shiralad. El regreso de los dioses (TV) ...
- 1995: Guantanamera ... Georgina
- 1993: Apasionada (TV) ...
- 1993: Morango e Chocolate ... Nancy
- 1993: Golpes a mi puerta ... Amanda
- 1992: Adorables mentiras ... Nancy
- 1990: Mujer transparente ... Mirtha
- 1989: El amor se acaba
- 1988: Cartas del parque ... Milagros
- 1986: Dolly back (curta-metragem) ...
- 1986: Otra mujer ...
- 1986: Plácido ...
- 1985: Permutam-se Casas ...
- 1983: Até certo ponto ... Lina
- 1976: A última ceia ...